# Monampteuil
Monampteuil ist eine französische Gemeinde mit 123 Einwohnern (Stand 1. Januar 2022) im Département Aisne in der Region Hauts-de-France (vor 2016 Picardie). Sie gehört zum Arrondissement Soissons (vor 2017 Arrondissement Laon), zum Kanton Fère-en-Tardenois und zum Gemeindeverband Val de l’Aisne.

## Geographie
Die Gemeinde Monampteuil liegt an der Ailette und am parallel verlaufenden Oise-Aisne-Kanal, elf Kilometer südsüdwestlich von Laon. Im Süden der Gemeinde befindet sich der künstlich geschaffene See Bassin du Monampteuil. Nachbargemeinden von Monampteuil sind Laval-en-Laonnois im Norden, Chevregny im Osten, Ostel im Süden, Pargny-et-Filain im Süden und Südwesten sowie Urcel im Nordwesten.

## Geschichte
Per Präfekturdekret vom 20. Dezember 2016 wechselte Monampteuil am 1. Januar 2017 vom Arrondissement Laon zum Arrondissement Soissons.

### Bevölkerungsentwicklung
| Jahr                       | 1962 | 1968 | 1975 | 1982 | 1990 | 1999 | 2006 | 2015 | 2022 |
| Einwohner                  | 134  | 113  | 126  | 113  | 123  | 154  | 132  | 131  | 123  |
| Quellen: Cassini und INSEE |      |      |      |      |      |      |      |      |      |

## Sehenswürdigkeiten
- Kirche Notre-

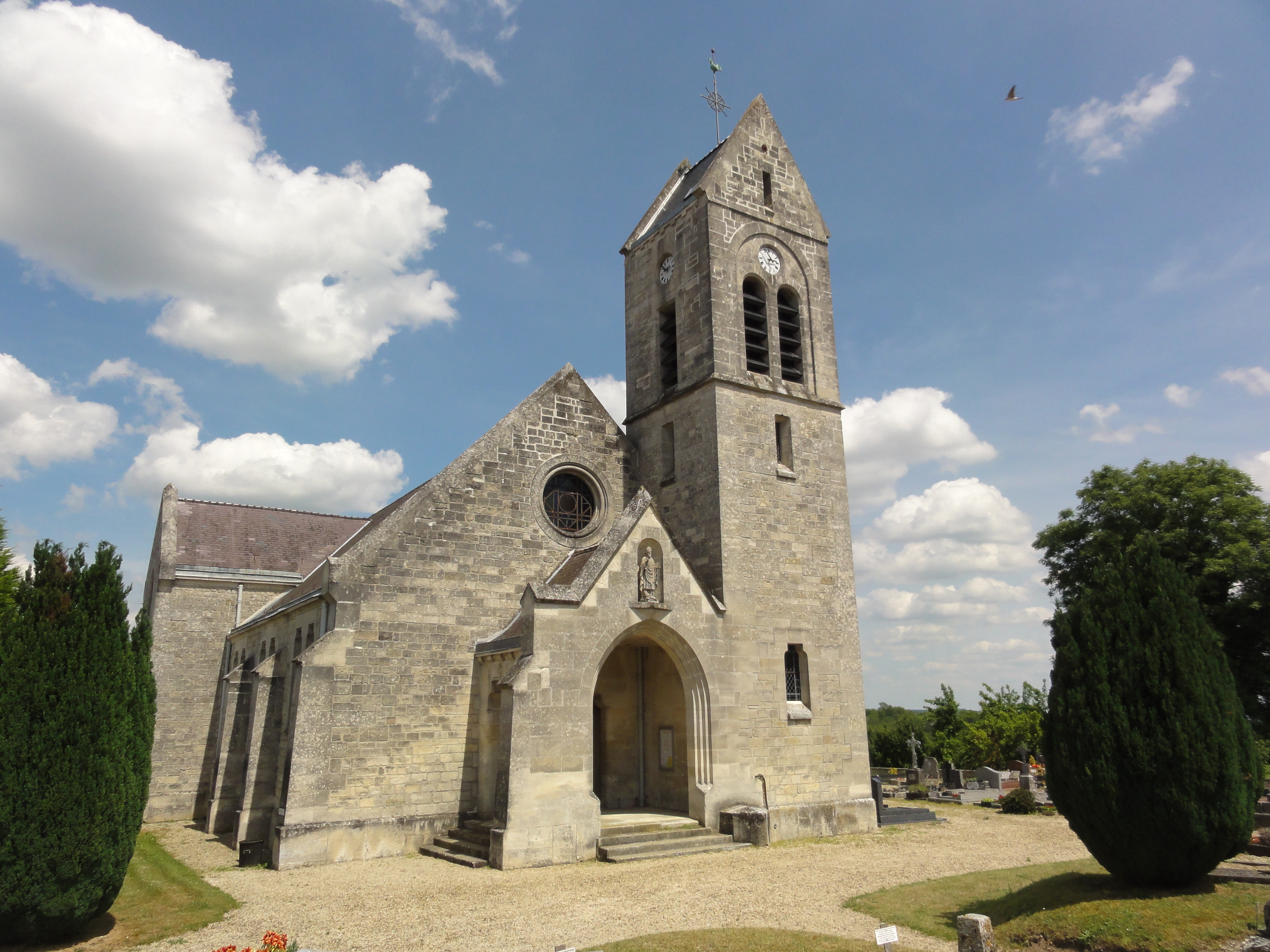
Kirche Notre-Dame
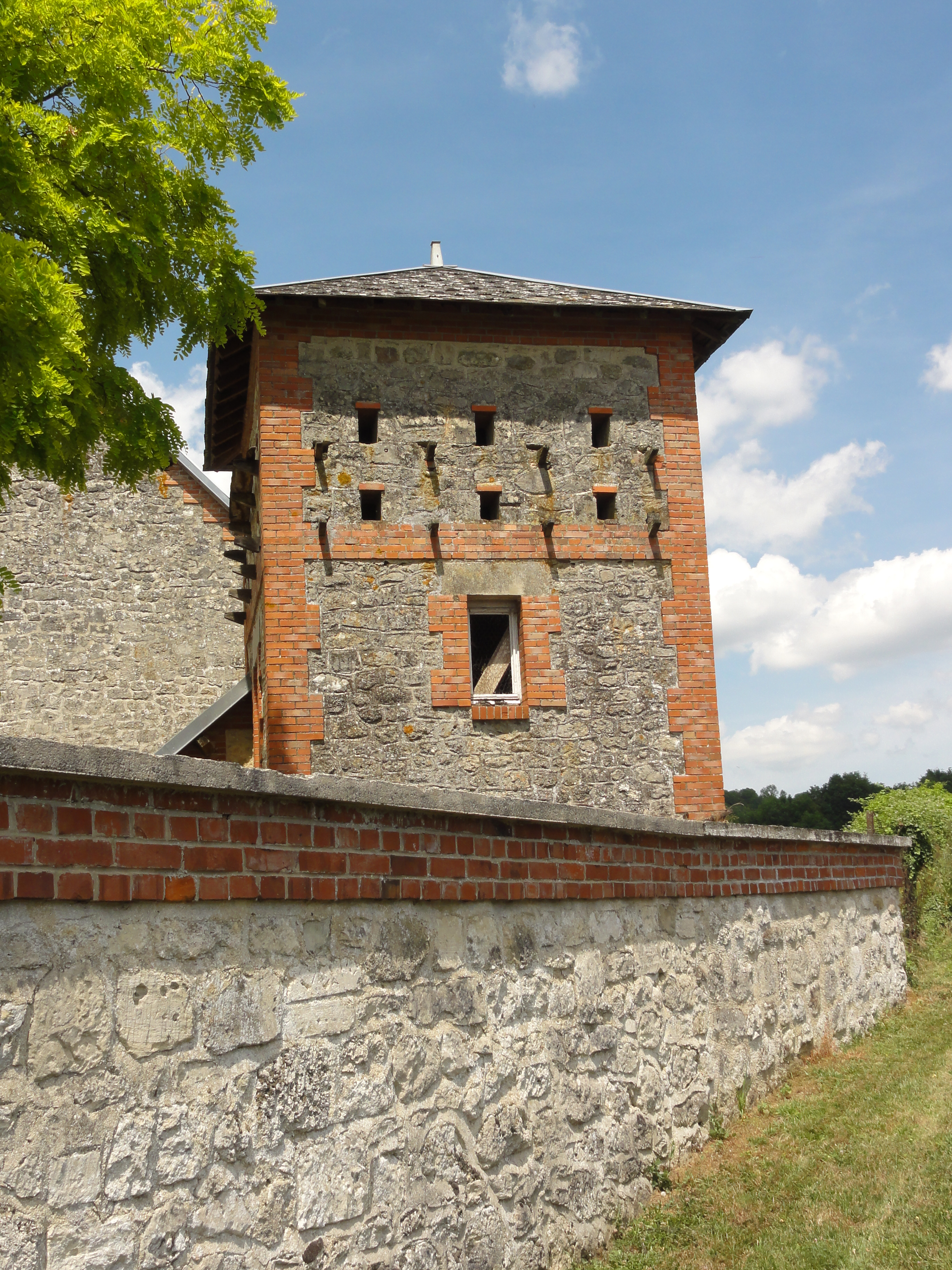
Taubenturm
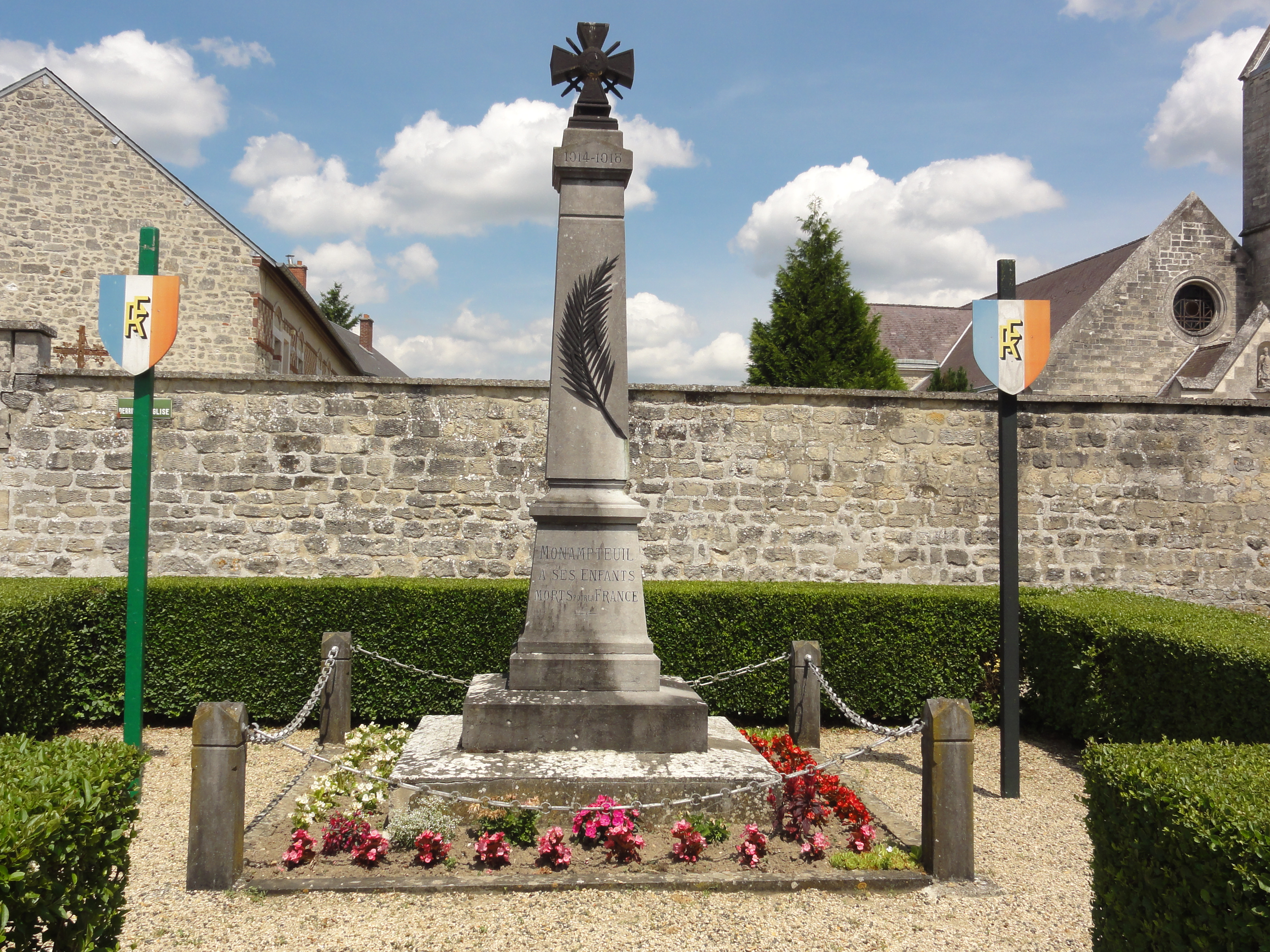
Gefallenendenkmal

## Persönlichkeiten
- Joseph Legros (1739–1793), Opernsänger und Komponist